# Ivars Godmanis
Ivars Godmanis (Riga, 27 de novembre de 1955) és un físic, professor universitari i polític letó. Va arribar a ser Primer Ministre de Letònia com a representant del partit Via Letona (LC) i pel Front Popular de Letònia (LTF). Al llarg de la seva carrera política ha ocupat diversos càrrecs, com el de president del Consell de Ministres - el primer govern després de la restauració i la independència de Letònia-, primer ministre, ministre i membre del Parlament.

## Formació
Godmanis, va néixer a Riga, on acabà els seus primers estudis a l'Institut Estatal de Riga núm. 1. El 1974, va completar els estudis a la Facultat de Física i Matemàtiques de la Universitat Estatal de Letònia. Des de 1984 fins a 1988 va treballar com a investigador júnior dins l'Institut de Física. El 1992 va rebre el doctorat en física. Entre 1986 i 1987, Godmanis va viure a Àustria durant 9 mesos, on va acumular força experiència sobre el capitalisme i la democràcia, que posteriorment utilitzaria en la seva obra de govern. A Àustria, va passar algun temps vinculat a possibles cooperacions amb la KGB, però amb l'aplicació de la llei de la Instància el 1998, va examinar-se la possible cooperació i no van trobar-se proves que ho demostressin.

## Activitat política

### Inicis
Ja el 1980, Godmanis, participava en el Front Popular de Letònia i el 1988 es va convertir en el seu president. El 1990 va ser el seu candidat per la circumscripció de Kuldiga. Finalment, va ser elegit per al Consell Suprem, on es convertí en el seu president. El 4 de maig va votar a favor de la Declaració de restauració de la independència de la República de Letònia.
El 7 de maig de 1990, Godmanis va ser elegit cap del govern letó, el primer després de la independència. Va estar en el càrrec de Primer Ministre fins al 1993. El govern de Godmanis va dirigir el país durant l'etapa del restabliment de la independència, amb una situació força complicada, ja que, Letònia va canviar l'economia de planificada cap a una de lliure mercat i per consegüent el sistema financer en general es va enfonsar. Va ser una època de grans canvis, la substitució de la moneda, la privatització del país i la retirada de l'exèrcit rus. Encara que es varen cometre molts errors, però, donada la complexitat de la tasca, els historiadors consideren que els primers anys des de la independència de Letònia, el govern de Godmanis va dirigir el país amb èxit.

### Retorn a la política
El 1995 va ser guardonat amb l'Orde de les Tres Estrelles. Més tard va exercir com a Ministre de Finances des de 1998 fins a 1999. Va estar al principi associat al Front Popular Letó, però després aquest partit deixés d'existir es va unir a la partit Via Letona. El novembre de 2006, després de les eleccions en què Via Letona en coalició amb el Partit Letònia Primer tornés al govern, Godmanis es va convertir en el Ministre d'Interior. Va exercir com a Primer Ministre de Letònia entre 2007 i 2009, quan es va veure obligat a dimitir pels disturbis de Riga del 2009.